# Манеле
Мане́ле (от рум. manele, множественное число от manea) — стиль музыки, исполняется преимущественно румынскими цыганами. Стиль имеет большую популярность в Румынии.
Манеле подразделяется на «классический» и «современный». «Классический манеле» появился как производная от турецкой музыки, исполняемой румынскими лэутарами в их специфической манере, тогда как «современный манеле» является смесью элементов цыганской, турецкой, греческой, арабской, болгарской и сербской музыки и в основном использует современные (электро) инструменты (в основе электроскрипка) и ритмы.
Тематика песен отличается разнообразием, в основном же она касается тем любви, денег, восхищения женщинами и превосходства над другими.
Похожие музыкальные стили существуют и в других районах Балкан — в Болгарии,  Черногории, Албании, Боснии, Греции и Турции. Связанные стили — это болгарская чалга (манеле, пришедший с путешествующими румынами в Болгарию, называют «румынская чалга»), современные греческий скиладико и сербский турбофолк, и все они являются результатом влияния местных музыкальных традиций на поп-музыку.
Эстетику манеле изучали музыковеды Маргарет Байсингер, Сперанца Рэдулеску и Анка Джуркеску.

## История
Ранние упоминания терминов «манеа» и «манеле» появляются в румынских текстах в конце XVIII и начале XX века, в период турецкого сюзеренитета над румынскими княжествами, упоминался как жанр танцевальной музыки.

## Цензура и критика
В СМИ журналисты и учёные (такие как литературный критик Джордж Прутяну) неоднократно называли манеле «псевдомузыкой».
Манеле был запрещён в некоторых городах Румынии в общественном транспорте, такси и на фестивалях.

## Важные представители

### До 1984:Лэутарскиеманеле
- Brothers Gore (Aurel и Victor Gore) — инструментальный манеле
- Gabi Luncă
- Romica Puceanu

### 1984—1991: Зарождение современного манеле (добавляется электронный звук)
- Azur (вокалист: Nelu Vlad) — первый коллектив, использовавший электронную ритм-секцию
- Albatros (вокалист: Iolanda Cristea a.k.a. Naste din Berceni)
- Generic (вокалист: Dan Ciotoi)
- Miracol C (вокалист: Cezar Duţu a.k.a. Cezarică)
- Odeon (вокалист: Costel Geambaşu)

### 1992—2004: Послереволюционный период
- Dan Armeanca — считается крестным отцом румынской поп-музыки
- Adrian Minune (ранее известный как Adrian Copilul Minune, Adi de Vito)
- Кости Ионицэ
- Carmen Şerban

### 2004-до наших дней: сегодняшний манеле
Сегодня манеле завоёвывает всё новых и новых исполнителей. Среди наиболее популярных артистов такие имена как Florin Salam и Tzanca Uraganu чьи видео с легкостью набирают десятки миллионов просмотров на YouTube, Nicolae Guță, известный как «король манеле», Liviu Guță, Cristian Rizescu, Vali Vijelie, Denisa Răducu (скончалась), Dani Mocanu, Claudia Păun, Asu, Nek and DeSanto. Последние трое владеют наиболее популярными студиями манеле в Румынии.